# Paraplagiomus
Paraplagiomus is een kevergeslacht uit de familie van de boktorren (Cerambycidae). De wetenschappelijke naam van het geslacht werd voor het eerst geldig gepubliceerd in 1984 door Breuning & Teocchi.

## Soorten
Paraplagiomus omvat de volgende soorten:
- Paraplagiomus namibianus Teocchi & Sudre, 2009
- Paraplagiomus tragiscoides (Breuning, 1939)